# Cinéma Condes
 (janvier 2023).
Le cinéma Condes est un bâtiment de style Art déco situé sur l'Avenida da Liberdade, à Lisbonne, au Portugal. Auparavant, se trouvait l'ancien Teatro da Rua dos Condes, acquis en 1915 par le distributeur Castello Lopes et converti exclusivement en salle de cinéma. Le cinéma a fermé en 1997, après avoir été converti en 2003 en l'actuel Hard Rock Café de Lisbonne.

## Histoire

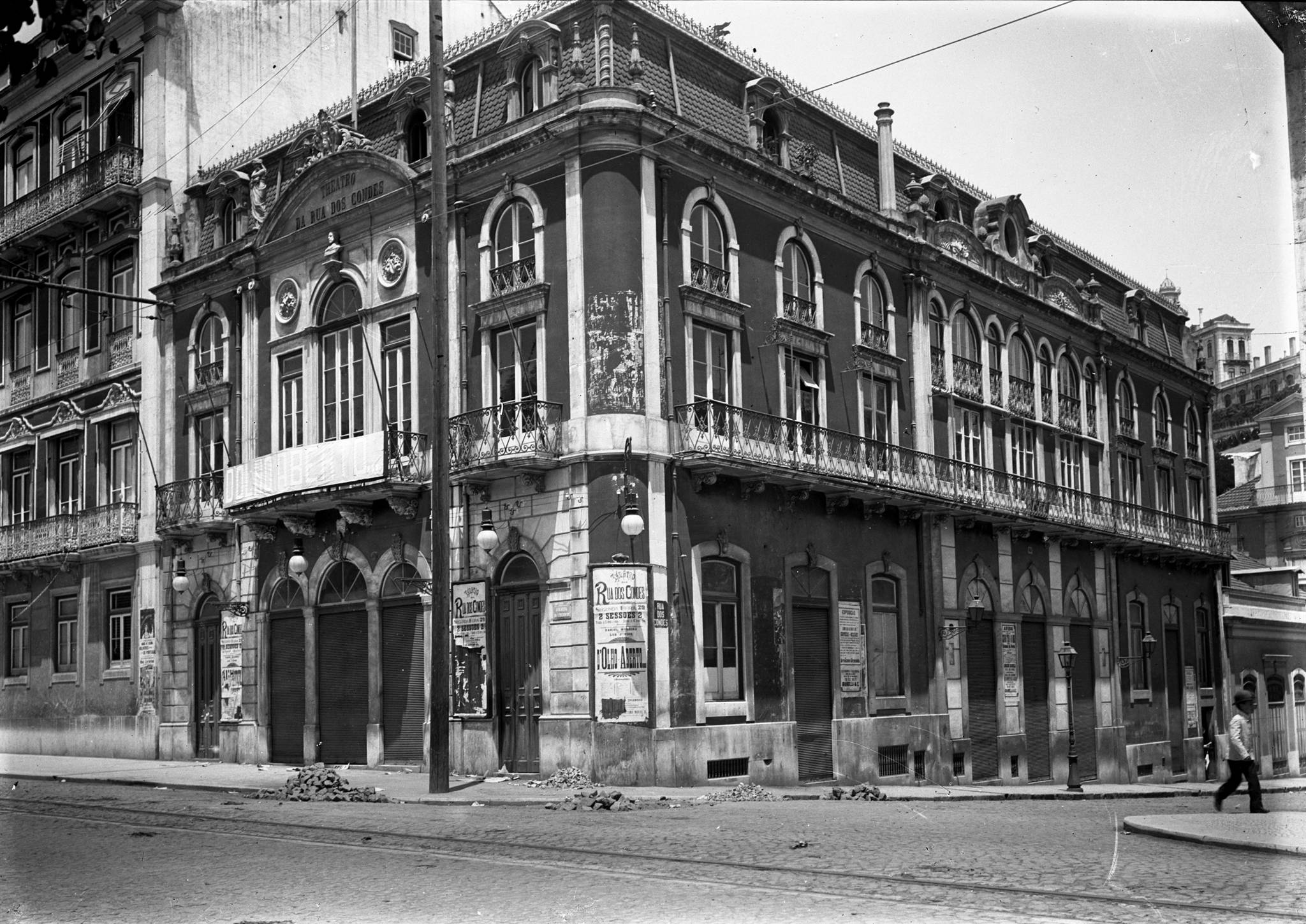
Théâtre Rua dos Condes (1888-1915)

Situé sur l'Avenida da Liberdade, à Lisbonne, le Teatro Novo da Rua dos Condes, communément appelé Teatro da Rua dos Condes, appartenait au marchand et propriétaire d'Armazéns Grandella, Francisco de Almeida Grandella, et conçu par le l'architecte António José Dias da Silva, ayant fonctionné comme salle de théâtre jusqu'en 1915, année où il fut acheté par la firme portugaise Castello Lopes,.
Malgré un remodelage de tout son espace pour l'exposition de films en 1919, en 1951, le bâtiment a été démoli et un nouveau bâtiment a été érigé sur un projet de l'architecte Raul Tojal, dont la structure est toujours présente sur le côté est de l'Avenida da Liberdade,,,.
Avec une capacité maximale de neuf cent sept spectateurs, une façade moderne avec un bas-relief d'Aristides Vaz, des décorations de José Espinho et des peintures de Fernando Santos, sa réouverture eut lieu le 30 octobre 1952 avec la première du film « Encontro avec Destiny » (The Return of October), avec Glenn Ford et Terry Moore dans les rôles principaux. Il est devenu dans les années suivantes le lieu de prédilection de grandes productions cinématographiques, comme « Infernal Paradise » (Only Angels Have Wings) de Howard Hawks, « Narciso Aviador » d'Ayres de Aguiar, « A Promessa » d'António de Macedo ou encore « A Comédia de Deus » de João César Monteiro. Il a également accueilli des concerts, festivals et autres événements, comme Rock Rendez-Vous,.
Après 1967, en raison de la production de films en 70 millimètres, principalement par le producteur et distributeur Metro-Goldwyn-Mayer, de nouvelles œuvres sont réalisées dans la salle de concert, l'écran de projection étant agrandi. Cependant, une semaine après la fin des travaux, un incendie ravage la salle sans faire de victimes et l'espace est de nouveau fermé pour travaux pendant trente-huit jours.
Incapable de faire face à la concurrence générée par les nouvelles salles installées dans les centres commerciaux, le Cinéma Condes ferme ses portes en 1997. Seule sa façade Art Déco est conservée.

## Galerie

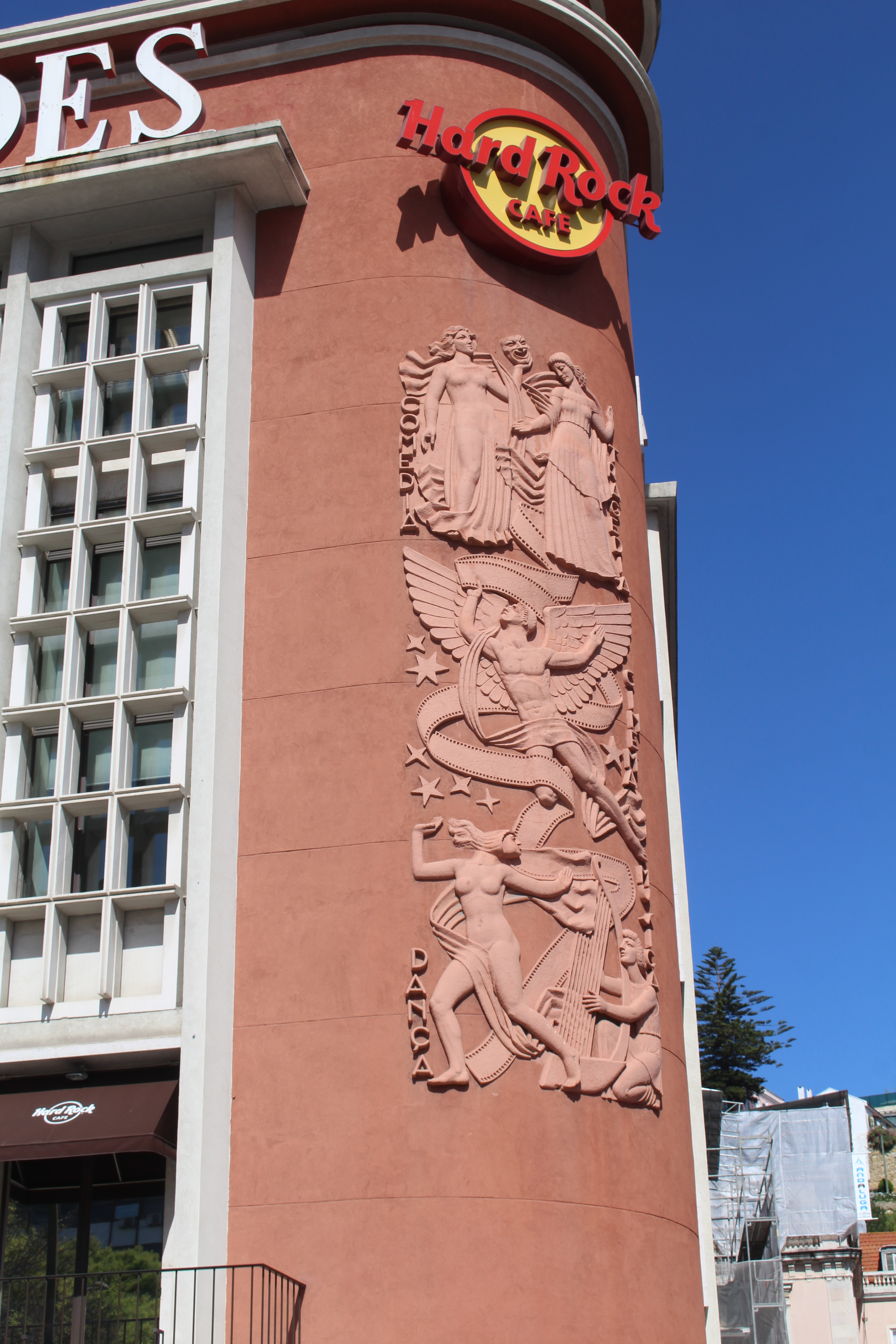
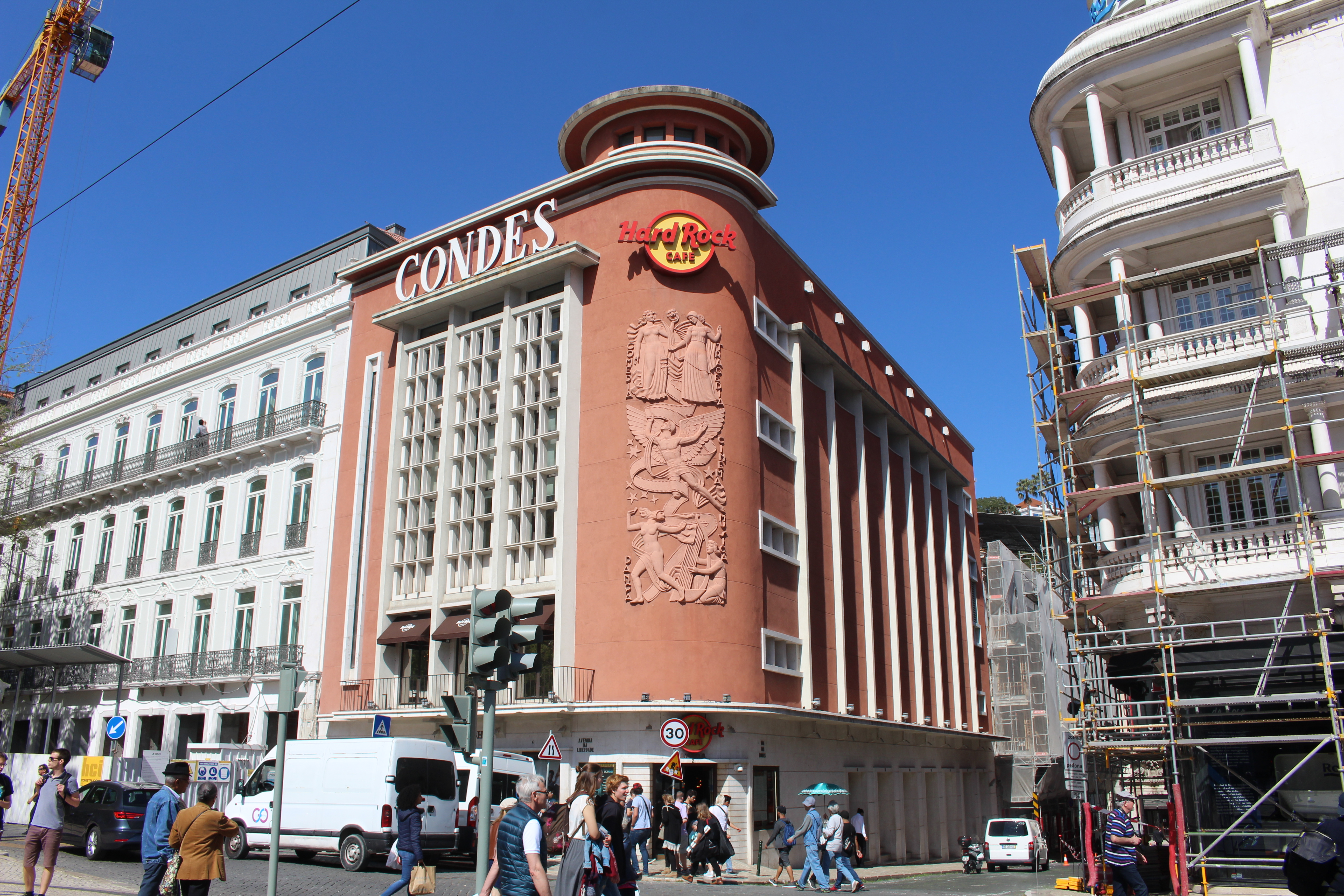
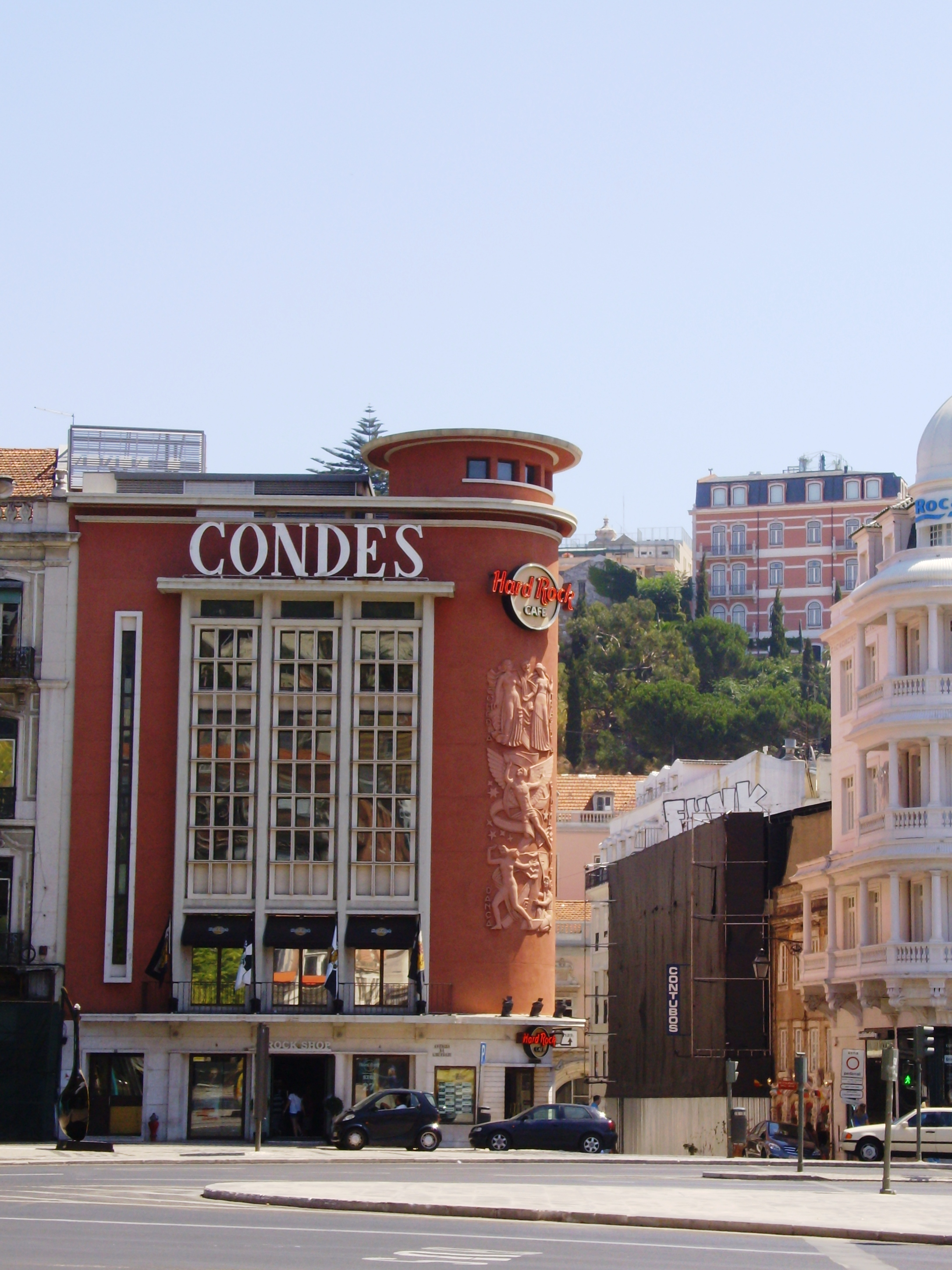
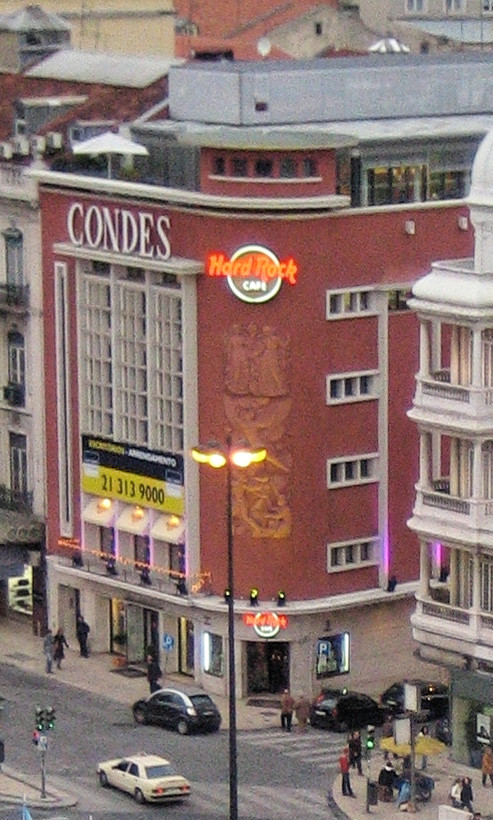
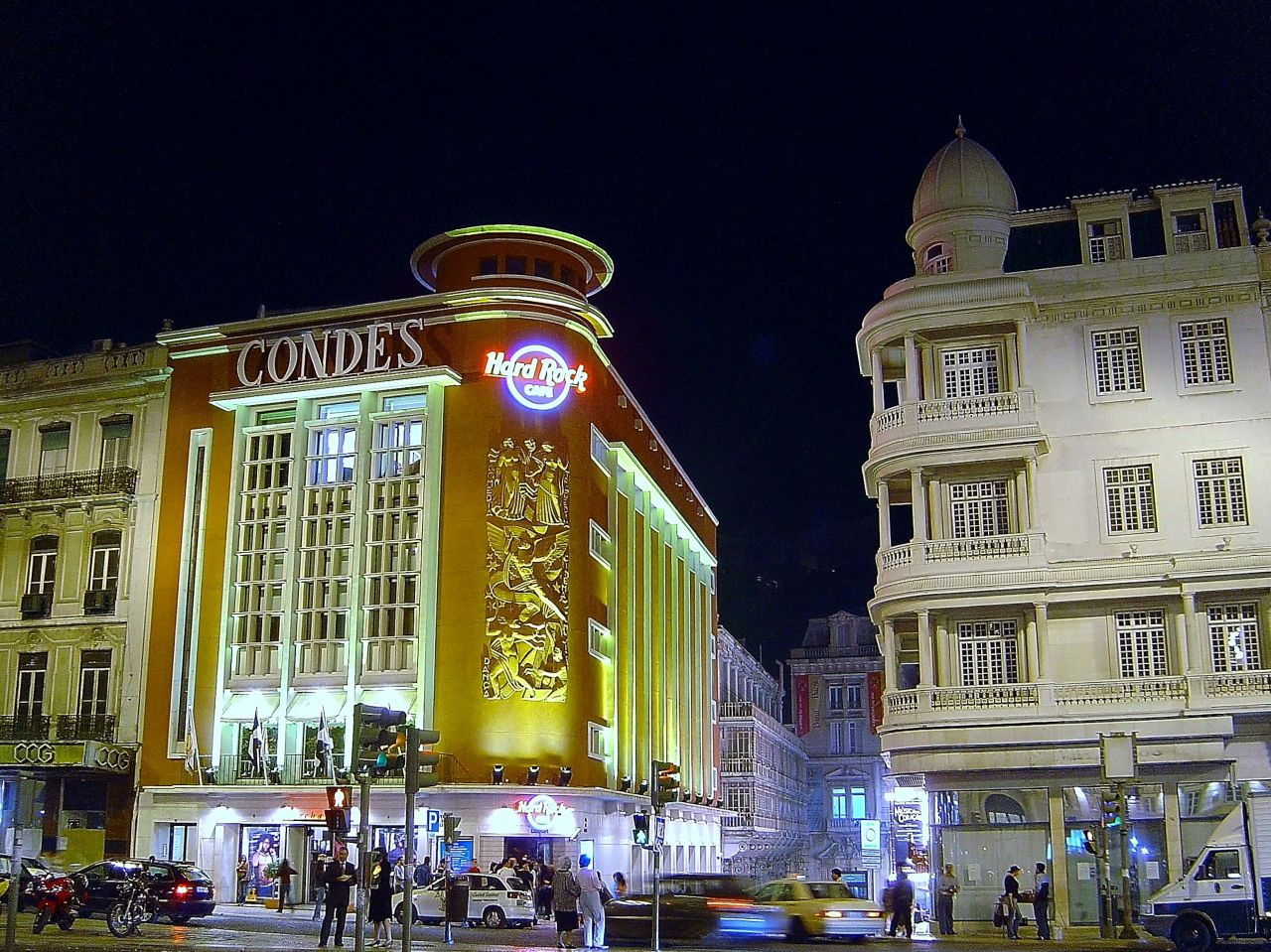
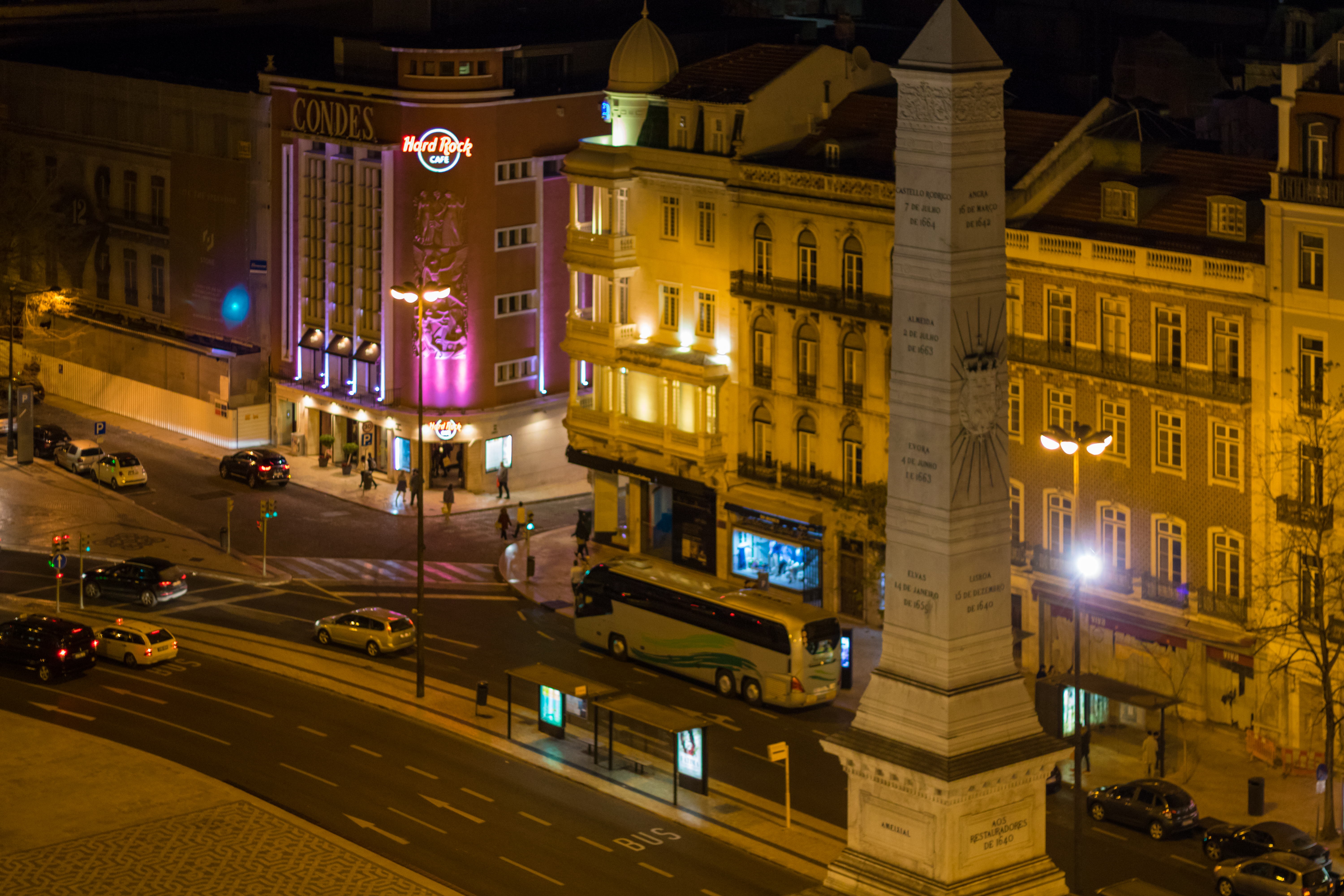